# Enkidu

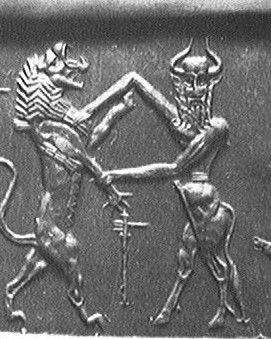
Enkidu lotta contro un leone

Enkidu (in cuneiforme: 𒂗𒆠𒆕, EN.KI.DU3, lett. "creazione di Enki", talvolta traslitterato come Enkiddu, Enkita o, erroneamente in passato, Eabani) è un personaggio della mitologia sumera ed è rappresentato come un uomo selvaggio, allevato da animali.

## Mitografia
Nell'Epopea di Gilgameš la sua mancanza di civiltà viene vinta dall'incontro con una prostituta sacra, Shamhat, dando via all'inevitabile processo di civilizzazione per Enkidu (creato da Aruru come un essere selvaggio), allontanandolo pian piano dal suo stretto legame con la natura, senza però mai perderlo del tutto. Sempre nello stesso mito viene dato ampio spazio alla sua amicizia con Gilgameš dopo la lunga lotta tra i due, che non vedendo alcun vincitore li spinge ad una soluzione pacifica. Enkidu, un umano selvaggio ancora non del tutto civilizzato, nel suo viaggio con Gilgameš diventerà la coscienza di quest'ultimo, bilanciando l'arroganza e la prepotenza del re di Uruk. La morte di Enkidu è il punto culminante emotivo dell'epopea. Gli dei puniscono Enkidu per aver ucciso Humbaba e il Toro Celeste (insieme a Gilgameš, nei loro viaggi) condannandolo a una morte lenta e dolorosa. La morte di Enkidu sconvolge profondamente Gilgameš, che per la prima volta sperimenta la fragilità della vita e la paura della propria mortalità. Questo evento lo spinge a intraprendere la sua ricerca dell'immortalità.